# Cine de vampiros en Alemania
El cine de vampiros en Alemania se inició con obras tan trascendentes para el género como Nosferatu, eine Symphonie des Grauens (1922) y la coproducción Alemania-Francia de La bruja vampiro. Sin embargo, el ascenso del nazismo provocaría la huida de muchos directores y actores y la Segunda Guerra Mundial y el difícil período de la postguerra llevaron a que la temática vampírica y de terror no interesara demasiado, salvo en coproducciones con otros países, como España, Francia e Italia. No obstante, el vampiro ha continuado apareciendo ocasionalmente en el terreno cinematográfico alemán.

## 1922:Nosferatu

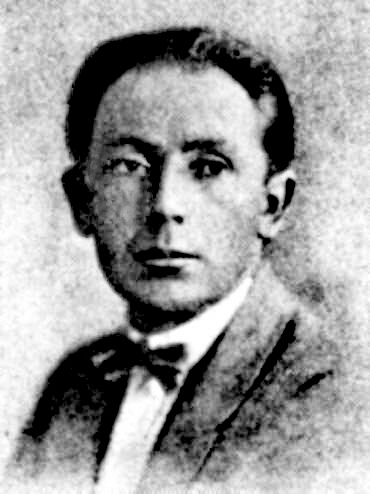
F.W. Murnau.

Nosferatu, eine symphonie des grauens («Nosferatu, una sinfonía del horror») (1922) dirigida por Friedrich Wilhelm Murnau y guionizada por Henrik Galeen es una particular versión de la clásica novela Drácula de Bram Stoker, que narra en líneas generales el argumento literario, pero con varias alteraciones para eludir los derechos de autor. Los personajes fueron cambiados, aunque la estructura básica se mantuvo. Sin embargo, no fue suficiente para evitar una demanda por parte de la viuda de Stoker, lo que llevó a la destrucción de todos los negativos, salvo algunas copias que se conservaron de forma clandestina hasta la actualidad.
El principal cambio lo constituye el propio vampiro, convertido en Graf von Orlok, un monstruo de aspecto esquelético, enfermizo, con orejas puntiagudas, ojos prominentes, nariz ganchuda y dientes puntiagudos, que extiende la enfermedad a su paso y que viaja a la ciudad de Bremen en busca de víctimas. Sólo el sacrificio de la heroína permitiré terminar con la amenaza del vampiro, interpretado magistralmente por el actor Max Schreck.

## 1932:La bruja vampiro
Vampyr/L'Etrange aventure de Allan Gray («La bruja vampiro») (1932), dirigida por Carl Theodor Dreyer, es una coproducción franco-alemana de breves diálogos. Fue financiada por el barón Nicolas de Gunzburg, que también interpretó al protagonista Allan Gray. Se trata de una versión basada muy libremente en el relato de Carmilla de Sheridan le Fanu.
La historia muestra a David Gray, investigador de fenómenos paranormales, que en un apartado hostal recibe un tratado sobre vampirismo, y termina descubriendo la amenaza de una vieja bruja, que ayudada por un médico perverso, está alimentándose de la sangre de una joven.

## Las producciones posteriores

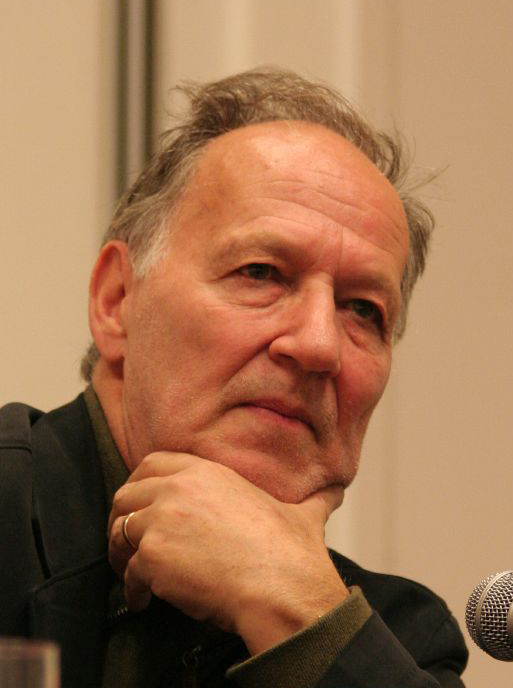
Werner Herzog.

Salvo algunas aportaciones y colaboraciones puntuales, el cine de vampiros alemán no vuelve a resurgir hasta bien avanzada la década de 1960, sobre todo por la falta de interés de los directores germánicos por el género.
Die schlangengrube und das Pendel (“El tormento de las 13 doncellas”) (1967), dirigida por Harald Reinl, aprovecha la interpretación de Christopher Lee, que durante esta época estaba actuando en producciones de varios países europeos, es una versión libre del relato El pozo y el péndulo (1842) de Edgar Allan Poe. Christopher Lee interpretada al conde Régula, un siniestro personaje redivivo que busca la inmortalidad que sólo la sangre de 13 doncellas puede proporcionarle, ayudado por un sirviente también retornado de la tumba.
Jonathan (“Jonathan. Los vampiros nunca mueren”) (1970), escrita y dirigida por Hans W. Geißendörfer presenta una comunidad sectaria del siglo XIX compuesta por vampiros, que habitan en un castillo desde el que imponen su dominio sobre la comarca. Finalmente los habitantes humanos se rebelan, ayudados por un cazador e investigador llamado Jonathan. La historia en realidad es una elaborada metáfora sobre el nazismo.
Alemania también recurre a los vampiros para el género de la comedia y la parodia en Gebissen wird nur nachts (“Chúpame…la sangre, tío”) (1970), dirigida por Freddie Francis, que constituyó un intento de repetir el éxito de la reciente película norteamericana El baile de los vampiros de Roman Polanski. La historia muestra a una actriz que se hace cargo de la herencia de un castillo en los Balcanes, lo que da pie a una serie de escenas de humor fácil. El conde vampiro Von Krolock fue interpretado por Ferdy Mayne, quien reaparecería como vampiro en 1986 en la coproducción televisiva alemana-checoslovaca-española La tía de Frankenstein en compañía de otros monstruos.
Retomando el clásico de 1922 en 1979 se rueda el remake coproducido con Francia de Nosferatu: Phantom der Nacht (“Nosferatu, fantasma de la noche”), dirigida por Werner Herzog. Aunque no desmerecedora, la adaptación resulta muy inferior al original. En esta ocasión el conde Orlok fue interpretado por Klaus Kinski.
En coproducción Alemania-Estados Unidos-Holanda rodaron Der kleine vampir (“El pequeño vampiro”), una adaptación de la novela infantil de Angela Sommer-Bodenburg, precursora de toda una saga. La historia presenta a un niño que a su llegada a Escocia conoce a un chico vampiro y su familia a los que ayuda a buscar un talismán para recuperar su humanidad.
Dracula 3000 (“Drácula 3000”) (2004) es una coproducción Alemania-Sudáfrica que baraja una aventura similar a la película Alien, el octavo pasajero (1979), cambiando al monstruo extraterrestre por el conde transilvano, que se embarca en una nave espacial y va alimentándose de la tripulación. El conde vampiro fue interpretado por Langley Kirkwood.